# Lipotropina
La lipotropina (LPH, por sus siglas en inglés) es una hormona producida por la ruptura de la pro-opiomelanocortina (POMC) a nivel de la glándula pituitaria anterior, junto a la hormona estimulante de melanocitos y la hormona adrenocorticotropa en el mismo proceso.

## β-lipotropina
La β-lipotropina es un polipéptido de entre 89 y 91 aminoácidos que es el fragmento carboxi-terminal de la POMC.

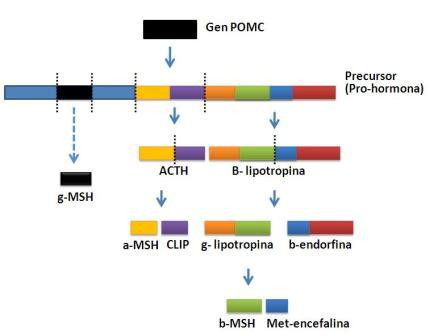
Lipotropina.

Estimula a los melanocitos en la producción de la melanina, y también puede ser escindida en pequeños péptidos. En los seres humanos, la γ-lipotropina, α-MSH, β-MSH, α-endorfina, β-endorfinas, γ-endorfinas y las encefalinas son todas posibles fragmentos que derivan de la β-lipotropina.
La β-lipotropina también realiza las funciones de movilización de lípidos, tales como la lipólisis y la esteroidogénesis.

## γ-lipotropina
La γ-lipotropina es el péptido fragmentado del extremo amino-terminal de la β-lipotropina. En los seres humanos, tiene 56 aminoácidos.